# Gynandromyia kibatiana
Gynandromyia kibatiana là một loài ruồi trong họ Tachinidae.